# Clubiona brevipes
Clubiona brevipes là một loài nhện trong họ Clubionidae.
Loài này thuộc chi Clubiona. Clubiona brevipes được John Blackwall miêu tả năm 1841.

## Hình ảnh

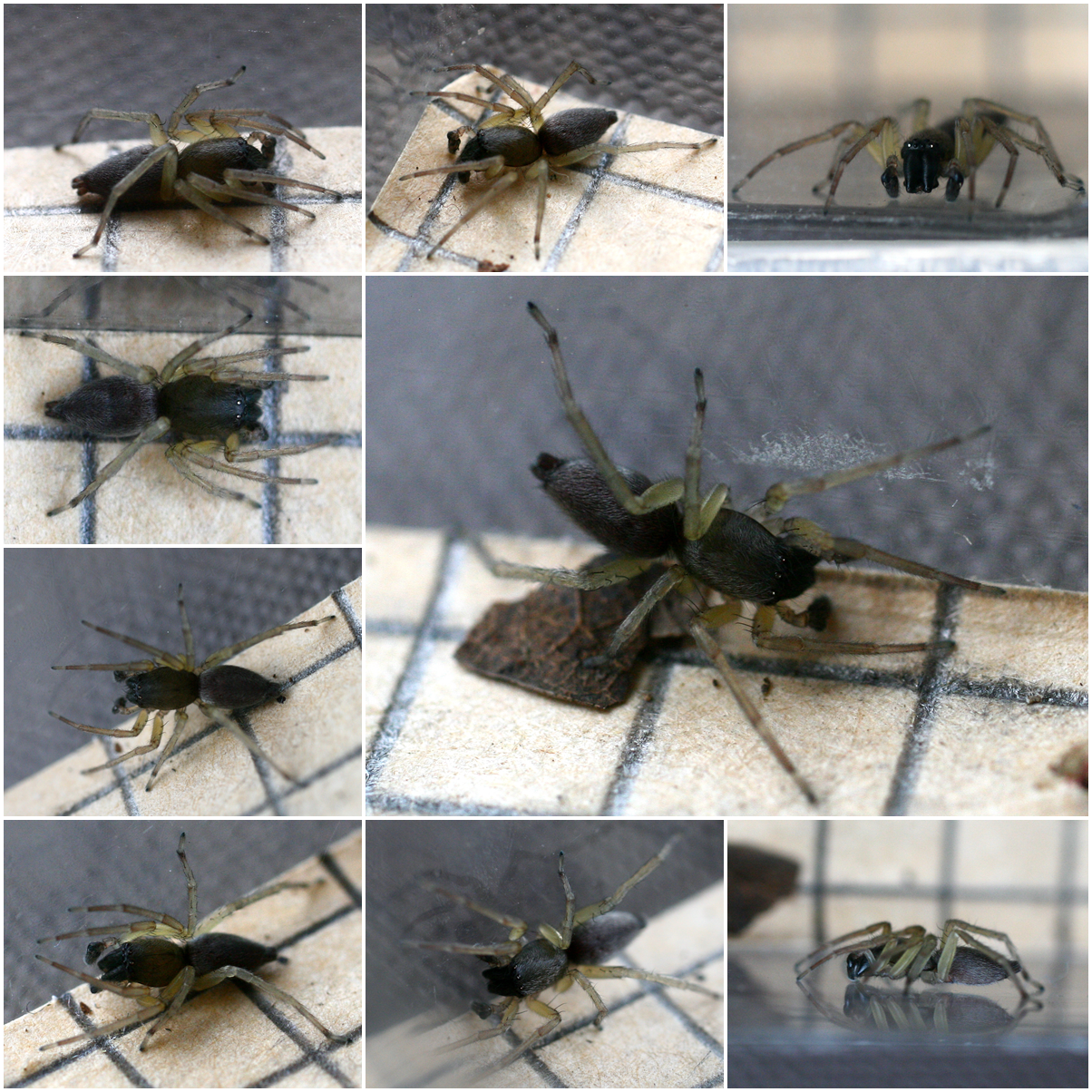